# Légy a partnerem!
A Légy a partnerem! a Baby Sisters harmadik stúdióalbuma, az első, mely a Hungaroton kiadó jelentetett meg. Ismertté váltak a Szeresd a testem, az Égben írt szerelem és a Gyere! című dalok, az utóbbi Gyere, lángolj címen vált ismertté. Az albumot az Organon Partner-M szpontorálta, az általuk készített szerkezetről szól az Ő a partner-m című dal. Az album a 12. helyet érte el a MAHASZ album eladási listán és 9 hétig volt fenn.

## Dalok listája
1. Intro 0:55 (zene: Erős Attila és Kis Pál)
2. Szeresd a testem 3:50 (zene és szöveg: Dobrády Ákos)
3. Engedj el 3:39 (zene: Molnár Gábor és Kis Pál, szöveg: Müller Kálmán)
4. Bár mindig itt lennél 3:40 (zene: Erős Attila, szöveg: Müller Kálmán)
5. Égben írt szerelem 4:29 (zene: Vámos Zsolt, szöveg: Valla Attila)
6. Ha szombat este táncol 3:44 (eredeti előadó: Neoton Família, zene: Pásztor László és Jakab György, szöveg: Hatvani Emese)
7. A dal csak jót akar 4:13 (zene: Kis Pál, szöveg: Müller Kálmán)
8. Gyere! 3:38 (zene: Erős Attila, szöveg: Müller Kálmán)
9. Óceánon túl 4:27 (zene: Erős Attila, szöveg: Müller Kálmán)
10. Tisztítótűz 4:17 (zene: Erős Attila, szöveg: Müller Kálmán)
11. Ő a Partner-m 3:32 (zene: Erős Attila, szöveg: Bittner Gábor)
12. Rég volt ilyen nap 3:55 (zene: Hrutka Róbert, szöveg: Müller Kálmán)
13. Ha szombat este táncol (club mix) 3:27 CD bonus track

## Külső linkek
- Az album a kiadó weboldalán[halott link]
- DiscoGS profil